# Albendazole
Albendazole, hay còn được gọi là albendazolum, là một loại thuốc được sử dụng để điều trị nhiều loại giun ký sinh. Thuốc này rất hữu ích để điều trị cho các bệnh như nhiễm giardia, nhiễm giun tóc, filariasis, nhiễm sán thần kinh (neurocysticercosis), bệnh hydatid, bệnh giun kim, và giun đũa, cùng với một số các bệnh khác. Chúng được dùng qua đường uống.
Các tác dụng phụ thường gặp có thể kể đến buồn nôn, đau bụng và nhức đầu. Tác dụng phụ nghiêm trọng hơn tiềm ẩn có thể có như ức chế tủy xương, thường sẽ cải thiện hơn sau khi ngừng thuốc. Viêm gan khi dùng thuốc cũng được ghi nhận và những người có tiền sử các vấn đề về gan có nguy cơ cao hơn. Mức độ an toàn trong thai kỳ là loại C ở Hoa Kỳ và loại D ở Úc, có nghĩa là nó có thể gây hại nếu dùng bởi phụ nữ mang thai. Albendazol là một tác nhân kháng histamin phổ rộng của loại benzimidazole.
Albendazole được phát triển vào năm 1975. Nó nằm trong danh sách các thuốc thiết yếu của Tổ chức Y tế Thế giới, tức là nhóm các loại thuốc hiệu quả và an toàn nhất cần thiết trong một hệ thống y tế. Chi phí bán buôn ở các nước đang phát triển là từ 0,01 đến 0,06 USD mỗi liều. Tuy nhiên, ở Hoa Kỳ, thuốc này rất tốn kém cho đến năm 2015 với giá vào khoảng 201 USD cho mỗi liều.